# Stephen Amidon
Stephen Amidon (Chicago, 6 luglio 1959) è uno scrittore e sceneggiatore statunitense.

## Biografia
È cresciuto sulla costa orientale degli Stati Uniti e ha studiato alla Wake Forest University, nel Nord Carolina, dove si è laureato in Filosofia. Si è trasferito a Londra nel 1987, dove ha cominciato la carriera di critico scrivendo recensioni per The Literary Review.  Poco dopo Amidon ha esordito nella narrativa con il racconto Echolocation, scelto da Ian Hamilton per essere incluso nella raccolta Soho Square II, pubblicato dalla Bloomsbury. I suoi saggi e i suoi racconti sono apparsi in molte pubblicazioni statunitensi e britanniche: ha inoltre collaborato come critico cinematografico per Financial Times e Sunday Times. Al momento si annoverano fra le sue pubblicazioni 6 romanzi e una raccolta di racconti, tradotti e pubblicati in 15 paesi.
Il suo romanzo Il capitale umano, pubblicato in Italia da Mondadori nel 2008, è stato indicato da Jonathan Yardley, critico del The Washington Post, come uno dei 5 migliori romanzi del 2004. Il regista italiano Paolo Virzì ne ha tratto un adattamento cinematografico, Il capitale umano, uscito nel gennaio 2014.
Nel novembre del 2013 è stato nella giuria del Concorso Internazionale Lungometraggi del 31° Torino Film Festival.

## Opere
in italiano:
- La città nuova, Milano, Mondadori, 2006, ISBN 978-8804559177.
- Il capitale umano, Milano, Mondadori, 2008, ISBN 978-8804580553.
- Security, Milano, Mondadori, 2009, ISBN 978-8804584667.
- La vera Justine, Mondadori, 2016, ISBN 9788804660262
- Il primitivo, Torino, Whitefly Press, 2020, ISBN 978-8898487127.
- I figli del silenzio, Milano, Mondadori, 2024, ISBN 9788804760634.

## Cinema
Sceneggiatore
- Ella & John - The Leisure Seeker (The Leisure Seeker), regia di Paolo Virzì (2017)

Adattamenti cinematografici
- Il capitale umano, regia di Paolo Virzì (2014)
- Il capitale umano - Human Capital, regia di Marc Meyers (2019)
- Security, regia di Peter Chelsom (2021)